# Озеро Круглое (спортивная база)
ФГУП «Республиканский Олимпийский центр „Озеро Круглое“» — Федеральное государственное унитарное предприятие, основными видами деятельности которого является предоставление услуг по организации и проведению учебно-тренировочных сборов основных, юношеских и юниорских сборных команд Российской Федерации по спортивной гимнастике, плаванию, фехтованию и т. д., а также проведение мероприятий по организации отдыха спортсменов.

## История
База построена в 1953 году и изначально служил лыжной базой Московского института физкультуры, В рамках подготовки к Олимпийским играм 1980 г. была модернизирована.
Спортивный комплекс расположен в экологически чистом районе Подмосковья в окрестностях живописного озера Круглое. За территорией спортбазы расположен лесопарк, где есть возможность проводить тренировки по общефизической подготовке, по спортивному ориентированию, для отдыха и прогулок. В распоряжении членов сборных команд гостиница, медико-восстановительный центр, бальнеотерапия, массажный кабинет, сауны, зал для проведения семинаров, конференций на 50 мест, учебные классы, плавательный бассейн с тремя специализированными спортивными залами.
На базе проходили подготовку десятки великих спортсменов, в том числе Николай Андрианов, Дмитрий Билозерчев, Ольга Бичерова, Владимир Сальников и др.